# Середня мозкова артерія
Середня мозкова артерія (лат. a. cerebri media) — це кровоносна судина, що бере участь в кровопостачанні головного мозку та є найбільшою гілкою внутрішньої сонної артерії.

## Анатомія
Середня мозкова артерія відгалужується від внутрішньої сонної артерії в глибині латеральної борозни півкулі головного мозку. В цій ділянці артерія віддає багато гілок, що кровопостачають ділянки верхньолатеральної поверхні півкулі, а також лобну, тім'яну, скроневу області.

### Сегменти

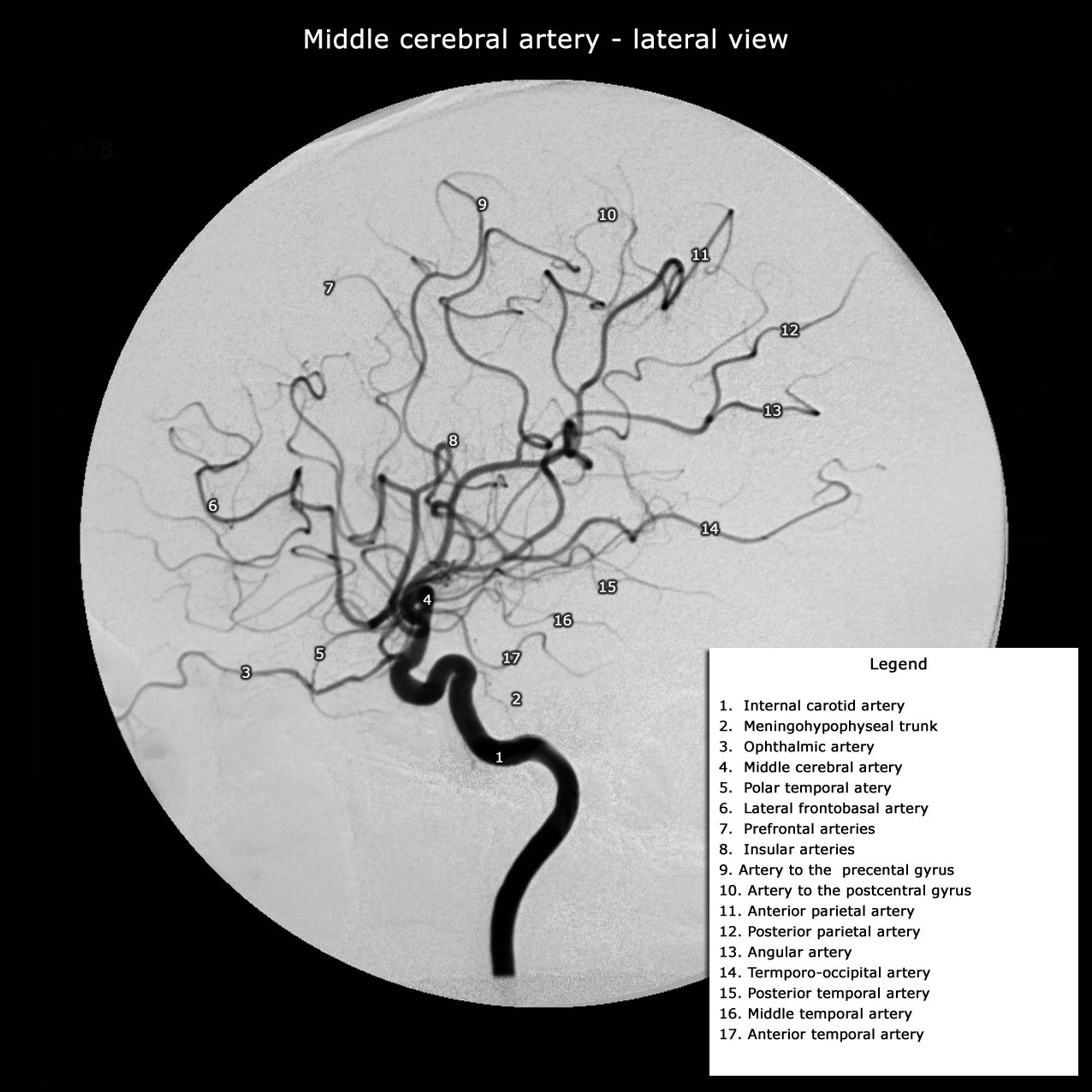
Ангіограма середньої мозкової артерії та її гілок.

Середня мозкова артерія поділяється на наступні сегменти:
- M1: Клиноподібний сегмент (pars sphenoidalis) відповідає ділянці клиноподібної кістки. В сегменті M1 середня мозкова артерія відділяє численні передньолатеральні центральні артерії, що входять в головний мозок та до ділянки базальних гангліїв.
- M2: Острівцевий сегмент (pars insularis) відповідає ділянці проходження артерії в острівцевій частці головного мозку.
- M3: Покришковий сегмент (pars operculum) артерії проходять латерально та зовні острівця в напрямку кори головного мозку. Цей сегмент часто групують разом з М2.
- M4: Термінальний або кортикальний сегмент (pars terminalis) артерії визначається в корі головного мозку. Сегмент починається зовні від Сільвієвої борозни та продовжується дистально.

## Клінічне значення
Артеріальна оклюзія може призводити до розвитку ішемічного інсульту та синдрому середньої мозкової артерії з наступними симптомами:
1. Параліч, плегія або парез протилежних до ураження м'язів обличчя та руки
2. Втрата сенсорної чутливості протилежних до ураження м'язів обличчя та руки
3. Ураження домінантної півкулі (часто лівої) головного мозку та розвитку афазії (Афазія Брока або Афазія Верніке)
4. Ураження недомінантної півкулі (часто правої) головного мозку призводить до односторонньої просторової агнозії з протилежного до ураження боку
5. Інфаркти в зоні середньої мозкової артерії призводять до déviation conjuguée, коли зіниці очей рухаються в бік сторони ураження головного мозку.